# Manolo Palma
Manolo Palma (* 28. August 1971 in Ennigerloh als Manuel Palma Y Hohmann) ist ein deutscher Schauspieler und Synchronsprecher.

## Leben
Als Sohn eines spanischen Vaters und einer deutschen Mutter wuchs Manolo Palma in Westfalen auf. Er studierte von 1993 bis 1997 Schauspiel an der Hochschule für Musik und Theater Hamburg.
2003 war Manolo Palma in der ARD-Serie Marienhof als Patrick Zach und 2009 in der KI.KA-Serie Beutolomäus als Mitarbeiter Kern zu sehen.
Manolo Palma lebt in Berlin.

## Theater (Auswahl)
- 1996: Clavigo – Regie: Orazio Zambelletti
- 1997: Tätowierungen – Regie: Sabine Hug
- 1998: Der Zoo scheint leer, leblos – Regie: Friederike Heller
- 1999: Nachtasyl – Regie: Hilmar Eichhorn
- 2000: Die Blinden von Kilcrobally – Regie: Peter Sodann
- 2001: Augenblick vor dem Sterben – Regie: Volker Metzler
- 2001: Räuber – Regie: Bettina Jahnke
- 2001: Gefährliche Liebschaften – Regie: Manuel Soubeyrand
- 2002: Romeo und Julia – Regie: Matthias Brenner
- 2003: Solo Sunny – Regie: Peter Dehler
- 2003: Klassenkampf 03 – Regie: Eike Hannemann
- 2004: Der gute Mensch von Sezuan – Regie: Irmgard Lange
- 2004: Wie es euch gefällt – Regie: Vincianne Rigattieri
- 2005: Floh im Ohr – Regie: Janusz Kica
- 2005: Maß für Maß – Regie: Martin Molitor
- 2006: Birdy – Regie: Rainer Behrend
- 2006: Der Widerspenstigen Zähmung – Regie: Rainer Behrend
- 2006: Shoppen und Ficken – Regie: Nils-Daniel Finkh
- 2006: 5x2 – Regie: Nils-Daniel Finkh
- 2007: Maß der Dinge – Regie: Folke Braband
- 2007: Akkermann, Tod und Entropie – Regie: Eike Hannemann
- 2008: Othello – Regie: Martin Molitor
- 2009: Brooklyn Memoiren – Regie: Folke Braband
- 2009: Die Nibelungen – Regie: Volker Schmidt

## Filmografie (Auswahl)
- 1998: Stunde des Löwen
- 1999: Zwei Männer am Herd
- 2000: Bella Block: Abschied im Licht
- 2000: Polizeiruf 110: Bis zur letzten Sekunde
- 2001: It Takes Two
- 2002: SOKO Leipzig
- 2004: Doppelter Einsatz
- 2004: Das Zimmermädchen und der Millionär
- 2005: 5 Sterne
- 2008: Eine Frage der Ehe
- 2008: Marienhof (10 Folgen)
- 2009: Beutolomäus (11 Folgen)
- 2012: Auf den zweiten Blick
- 2022: McLenBurger – 100% Heimat
- 2024: Dreißig Jahre an der Peitsche

## Synchronarbeiten (Auswahl)

### Filme
- 2014: Tokarev – Die Vergangenheit stirbt niemals als Paul Maguire (jung) für Weston Cage
- 2016: Umweg nach Hause als Bote für Alan Boell
- 2017: Attraction als Schenja für Alexei Maslodudow
- 2018: The Man Who Killed Don Quixote als Gypsy für Óscar Jaenada

### Serien
- 2013–2019: Orange Is the New Black als Wade Donaldson für Brendan Burke
- 2015–2017: Narcos als César Gaviria für Raúl Méndez
- seit 2015: Fear the Walking Dead als Reynaldo für Cuauhtli Jiménez
- 2017–2019: 11 als Carlos „Pulpo“ für Sebastián Berta Muñíz

## Hörspiele
- 2001: Józef Ignacy Kraszewski: Gräfin Cosel (General Schulenburg) – Bearbeitung und Regie: Walter Niklaus (Hörspiel (5 Teile) – MDR)